# Ester Mauri
Ester Mauri (Lesmo, 1866 – Mariano Comense, 1º febbraio 1919) è stata una pittrice italiana.

## Biografia
È figlia di Antonio Mauri, fattore e sovrintendente ai giardini del conte Giacomo Mellerio, fratello dell'incisore Aronne. 
La famiglia abitava nella villa “la Boffalora” all'interno della tenuta del Gernetto, soggetto spesso rappresentato nelle sue opere, che la famiglia dei conti Cavazzi della Somaglia aveva ereditato alla morte del Mellerio.
Nei primissimi anni d'età sviluppa una grande predisposizione per la pittura, al punto che all'età di diciannove anni viene ammessa, prima donna in assoluto, all'Accademia di Brera, dove si distingue vincendo premi ed ottenendo menzioni. 
Una volta diplomatasi ottenne l'abilitazione all'insegnamento del disegno nelle scuole tecniche e normali, prestando servizio alla Scuola festiva Superiore di Milano dal 1891 e alla Manzoni di Milano dal 1895 in avanti. 
Nel 1904 conseguì anche il diploma di abilitazione all'insegnamento della calligrafia. 
Contemporaneamente si dedicò alla pittura sperimentando tutte le tecniche, dall'olio al pastello alla decorazione su stoffa, specializzandosi però soprattutto nell'uso dell'acquarello, al quale si applicò quasi esclusivamente dopo il 1900.
Nel 1912 entrò a far parte dell'Associazione degli Acquerellisti Lombardi prendendo parte nei primi anni del XX secolo alle rassegne indette annualmente dal gruppo con alcuni dipinti di soggetto floreale, ottenendo valutazioni positive dalla critica.
Morì a cinquantatré anni a Mariano Comense il primo febbraio 1919
Ha un'intensa produzione pittorica, che comprende disegni, acquarelli ed oli. Vive a Milano nel Palazzo Mellerio (in Corso Roma, ora Corso di Porta Romana 13), di proprietà dei conti Cavazzi della Somaglia (eredi di Giacomo Mellerio (1777-1847). Sue opere sono conservate nella Galleria d'arte moderna Ricci Oddi di Piacenza e in collezioni private.

## Mostre recenti
- 1997 Piacenza
- 1998 Mariano Comense